# Mu Ying
Mu Ying (1345–1392) foi um general militar e político chinês durante a dinastia Ming e filho adotivo de seu fundador, o imperador Zhu Yuanzhang.